# Pastırma

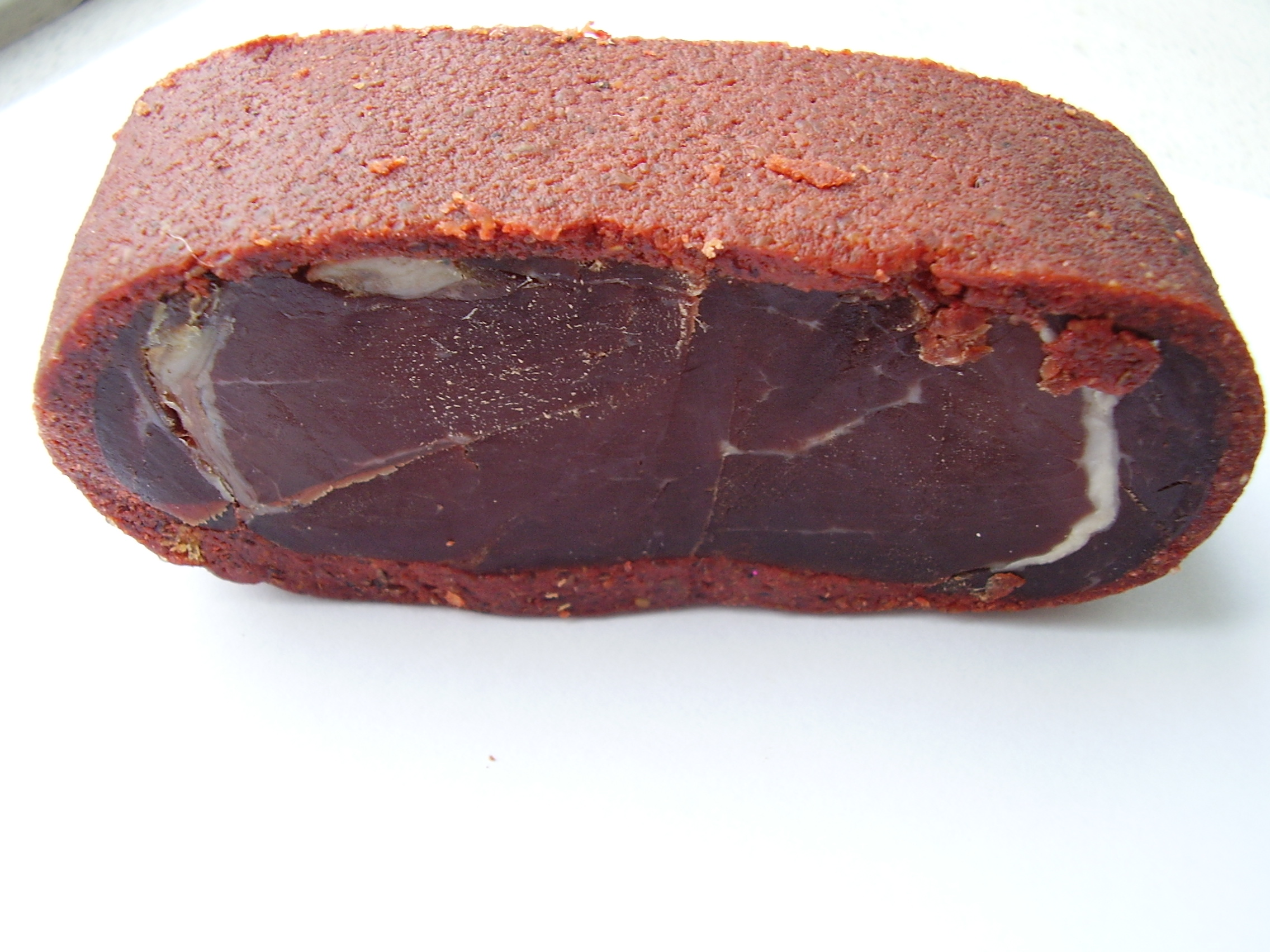
Pastırma.

Pastırma se trata de carne de vaca secada al aire, es muy tradicional de las cocinas de oriente del mar mediterráneo y es originario de Armenia. El nombre tiene distintas variantes dependiendo de la región. En Turquía es denominado Pastırma y sugiere su forma inicial, "bastırma et", que significa "carne a presión" de acuerdo con el idioma oficial turco. La palabra se emplea con variantes en otros idiomas: albano pastërma, árabe باسطرمة basṭurma, armenio բաստուրմա (basturma), azerí bastırma, bosnio, croata, macedonio pastrma, búlgaro pasturma, griego παστουρμάς pastourmás o παστρουμάς pastroumás y rumano pastramă. La palabra "pastrami" es similar y se emplea para otro tipo de carne en salazón, via la tradición Yiddish de pastrómeh hasta pastırma.

## Historia
El curado de las carnes de vaca al aire ha sido un proceso muy típico de estas regiones europeas del este durante varios siglos. El estudioso Andrew Dalby menciona su uso en el Imperio Bizantino. Pastırma en sí mismo se considera un alimento proveniente tanto de la ￼gastronomía armenia como de la cocina turca, por lo tanto es producida y consumida no sólo en estos países sino que además en muchas partes cercanas o del entorno de la Europa del este y Oriente Medio. 
La primera mención registrada de Basturma se remonta al 95-45 aC y nos sitúa en la Armenia imperial. Los armenios viajaban a tierras lejanas como China o India para comerciar y durante esos viajes, los comerciantes armenios empacaban platos tradicionales que al principio solo contenían verduras ya que la carne no aguantaba esos largos periodos de tiempo. Se cree que fue entonces cuando se inventó el secado al aire, para aumentar la vida útil de la carne y así poder consumirla mientras estaban de viaje.
Una leyenda menciona que los caballeros turcos del Asia Central empleaban en sus bolsilos introduciendo trozos de carne seca y frecuentemente los presionabn contra sus piernas, de esta forma se relaciona el significado de la carne con su origen.

## Características
Para su elaboración se prefieren las reses de mayor tamaño, hoy en día este tipo de carne forma parte de la dieta de mucha gente y suele emplearse carne de camello, cordero, cabra, y búfalo. Se presiona la carne hasta que se seca y abandona toda su agua, en este instante se le añade una pasta de comino denominada çemen (lit. 'fenogreco') preparada con comino, fenogreco, ajo, y paprika picante todo ello machacado y puesto al aire.
Se puede servir como un mezze en rebanadas finas, generalmente crudas, aunque es posible verlas ligeramente asadas; o como acompañamiento de muchos platos, siendo los más famosos los platos que incluyen habas. La versión especiada de la pastirma es la más común y a menudo se denomina Kayseri pastırma. Una versión menos común de la pastırma se denomina Rumeli Pastırması procedente de los Balcanes y que se ha secado en salazón, no lleva especias.